# دیگو پیس
دیگو پیس (به لاتین: Diego Piece) یک منطقهٔ مسکونی در گرنادا است که در گرنادا واقع شده‌است. دیگو پیس ۲۶۴ متر بالاتر از سطح دریا واقع شده‌است.